# Densuș
Densuș is een dorp en gemeente in de regio Transsylvanië, in het Roemeense district Hunedoara aan de rivier Rîul Galben. Het dorp ligt 12 km ten zuidwesten van Hațeg. De gemeente bestaat uit 7 dorpen; Criva, Densuș, Hățăgel (Hacazsel), Peșteana (Nagypestény), Peștenița (Kispestény), Poieni (Pojény) en Ștei (Stejvaspatak).
De uitzonderlijke kerk werd in de 10e eeuw gebouwd op de ruïnes van enkele antieke constructies. Het bouwmateriaal kwam van ruïnes van talloze Romeinse huizen.
Densuș was de residentie van de lokale heer Mănjina, in de 14e eeuw. Het is de geboorteplaats van de familie Densușeanu en van meerdere gereputeerde wetenschappers.

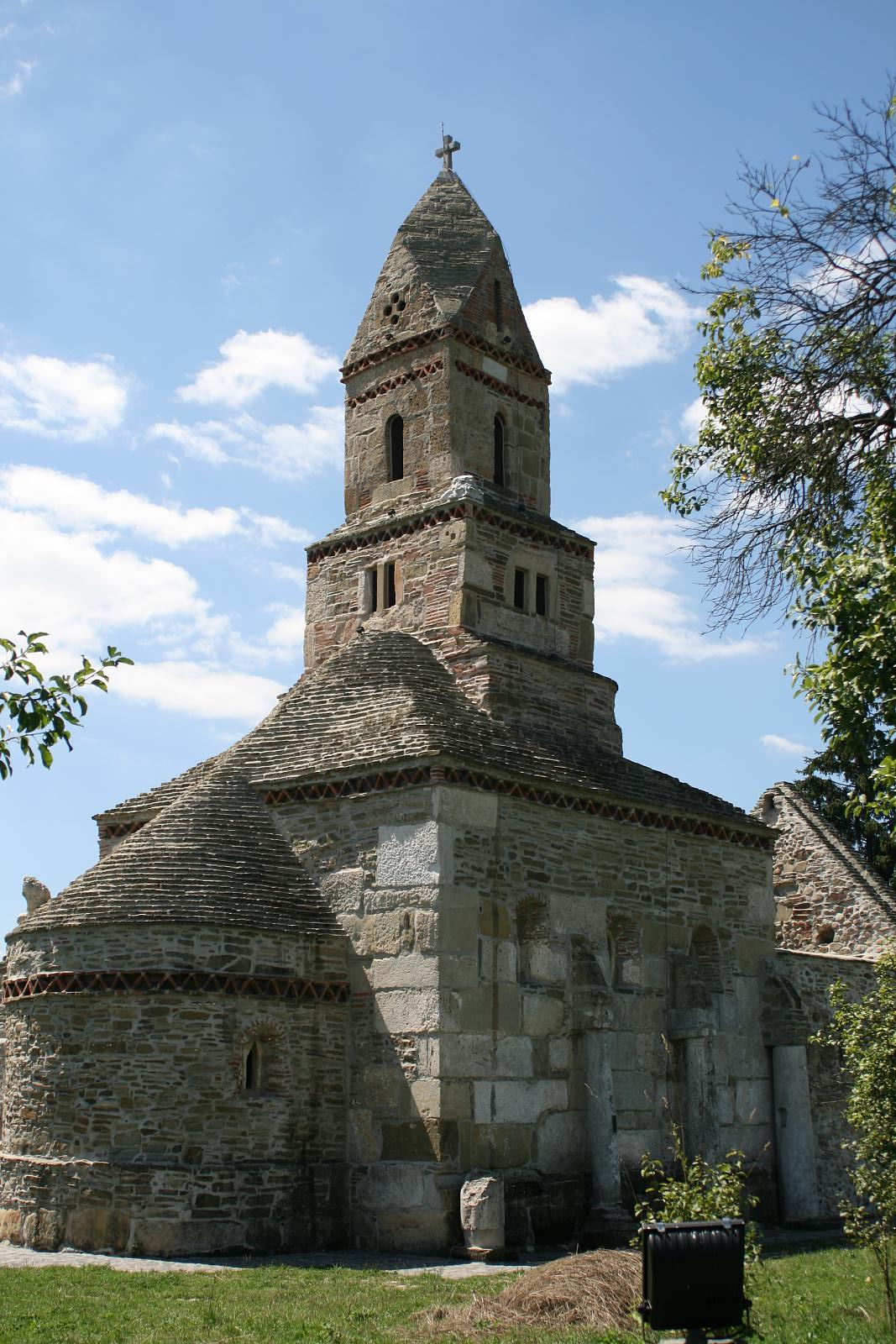
Het kerkje van Densuş

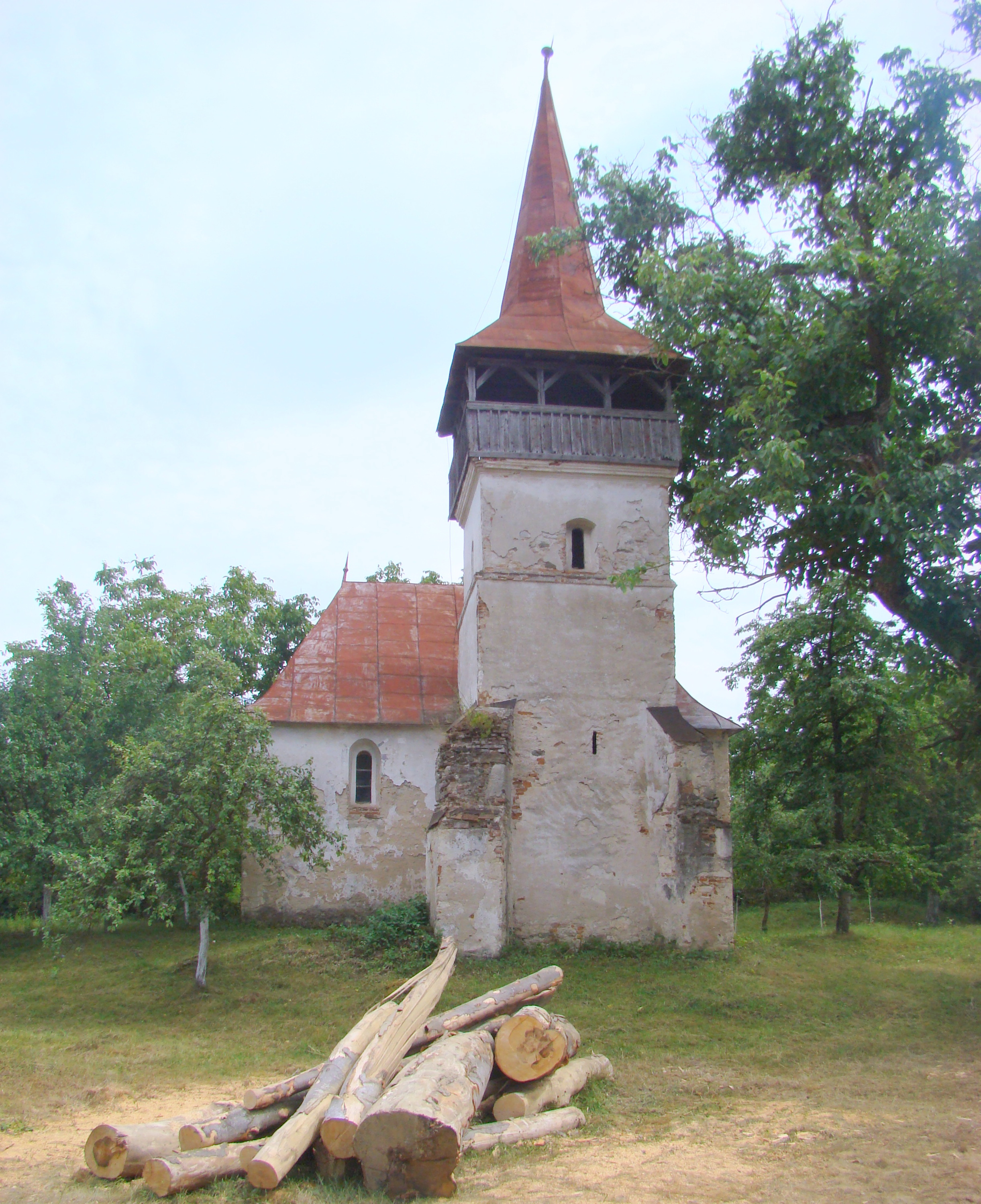
Hongaars Gereformeerde kerk van Peșteana (Nagypestény)